# Yah-ta-hey, New Mexico
Yah-ta-hey, New Mexico (енгл. Yah-ta-hey) насељено је место без административног статуса у америчкој савезној држави Њу Мексико.

## Демографија
По попису из 2010. године број становника је 590, што је 10 (1,7%) становника више него 2000. године.
| Група             | 2000.      | 2010.      |
| Белци             | 61 (10,5%) | 45 (7,6%)  |
| Афроамериканци    | 0 (0,0%)   | 2 (0,3%)   |
| Азијати           | 2 (0,3%)   | 0 (0,0%)   |
| Хиспаноамериканци | 98 (16,9%) | 79 (13,4%) |
| Укупно            | 580        | 590        |